# San Luis Potosí Open 2023 - Doppio maschile
Nicolás Barrientos e Miguel Ángel Reyes Varela erano i detentori del titolo ma hanno deciso di non partecipare al torneo.
In finale Colin Sinclair e Adam Walton hanno sconfitto Benjamin Lock e Rubin Statham con il punteggio di 5–7, 6–3, [10–5].

## Teste di serie
1. Ruben Gonzales /  Evan King (semifinale)
2. Boris Arias /  Federico Zeballos (primo turno)

1. Théo Arribagé /  Luca Sanchez (quarti di finale)
2. Maximilian Neuchrist /  Michail Pervolarakis (quarti di finale)

## Wildcard
1. Rodrigo Pacheco Méndez /  Daniel Vallejo (primo turno)

1. Daniel Moreno /  Manuel Sánchez (primo turno)

## Alternate
1. Valerio Aboian /  Murkel Dellien (semifinale)

## Tabellone

### Legenda
| - Q = Qualificato - WC = Wild card - LL = Lucky loser | - ALT = Alternate - SE = Special Exempt - PR = Protected Ranking | - w/o = Walkover - r = Ritirato - d = Squalificato |

|  | Primo turno | Primo turno                    | Primo turno                    | Primo turno | Primo turno |  |  | Quarti di finale | Quarti di finale           | Quarti di finale     | Quarti di finale   | Quarti di finale |     |      | Semifinali | Semifinali                  | Semifinali | Semifinali                 | Semifinali |   |      | Finale | Finale | Finale | Finale | Finale |  |
|  |             |                                |                                |             |             |  |  |                  |                            |                      |                    |                  |     |      |            |                             |            |                            |            |   |      |        |        |        |        |        |  |
|  | 1           | R Gonzales E King              | R Gonzales E King              | 6           | 6           |  |  |                  |                            |                      |                    |                  |     |      |            |                             |            |                            |            |   |      |        |        |        |        |        |  |
|  |             | A Galarneau A Lawson           | A Galarneau A Lawson           | 2           | 3           |  |  | 1                | R Gonzales E King          | R Gonzales E King    | 6                  | 7                |     |      |            |                             |            |                            |            |   |      |        |        |        |        |        |  |
|  |             | N Mejía A Urrea                | 7                              | 65          | [7]         |  |  |                  | J Jung R Noguchi           | J Jung R Noguchi     | 4                  | 65               |     |      |            |                             |            |                            |            |   |      |        |        |        |        |        |  |
|  |             | J Jung R Noguchi               | 6(1)                           | 7           | [10]        |  |  |                  |                            |                      |                    |                  |     |      | 1          | R Gonzales E King           | 7          | 69                         | [12]       |   |      |        |        |        |        |        |  |
|  | 4           | M Neuchrist M Pervolarakis     | 3                              | 7           | [10]        |  |  |                  |                            |                      | B Lock R Statham   | 65               | 711 | [14] |            |                             |            |                            |            |   |      |        |        |        |        |        |  |
|  | WC          | R Pacheco Méndez AD Vallejo    | 6                              | 5           | [5]         |  |  | 4                | M Neuchrist M Pervolarakis | 79                   | 0                  | [10]             |     |      |            |                             |            |                            |            |   |      |        |        |        |        |        |  |
|  | WC          | D Moreno M Sánchez             | 5                              | 6           | [4]         |  |  |                  | B Lock R Statham           | 67                   | 6                  | [12]             |     |      |            |                             |            |                            |            |   |      |        |        |        |        |        |  |
|  |             | B Lock R Statham               | 7                              | 3           | [10]        |  |  |                  |                            |                      |                    |                  |     |      |            | Benjamin Lock Rubin Statham | 7          | 3                          | [5]        |   |      |        |        |        |        |        |  |
|  |             | R Olivo TA Tirante             | R Olivo TA Tirante             | 63          | 69          |  |  |                  |                            |                      |                    |                  |     |      |            |                             |            | Colin Sinclair Adam Walton | 5          | 6 | [10] |        |        |        |        |        |  |
|  |             | C Sinclair A Walton            | C Sinclair A Walton            | 7           | 711         |  |  |                  | C Sinclair A Walton        | C Sinclair A Walton  | 6                  | 6                |     |      |            |                             |            |                            |            |   |      |        |        |        |        |        |  |
|  |             | RA Burruchaga JL Reis da Silva | RA Burruchaga JL Reis da Silva | 5           | 5           |  |  | 3                | T Arribagé L Sanchez       | T Arribagé L Sanchez | 3                  | 4                |     |      |            |                             |            |                            |            |   |      |        |        |        |        |        |  |
|  | 3           | T Arribagé L Sanchez           | T Arribagé L Sanchez           | 7           | 7           |  |  |                  |                            |                      |                    |                  |     |      |            | C Sinclair A Walton         | 7          | 2                          | [12]       |   |      |        |        |        |        |        |  |
|  |             | A Rai L Saville                | 6                              | 3           | [10]        |  |  |                  |                            | Alt                  | V Aboian M Dellien | 5                | 6   | [10] |            |                             |            |                            |            |   |      |        |        |        |        |        |  |
|  |             | JP Ficovich F Mena             | 3                              | 6           | [8]         |  |  |                  | A Rai L Saville            | A Rai L Saville      | 2                  | 4                |     |      |            |                             |            |                            |            |   |      |        |        |        |        |        |  |
|  | Alt         | V Aboian M Dellien             | 7                              | 1           | [14]        |  |  | Alt              | V Aboian M Dellien         | V Aboian M Dellien   | 6                  | 6                |     |      |            |                             |            |                            |            |   |      |        |        |        |        |        |  |
|  | 2           | B Arias F Zeballos             | 64                             | 6           | [12]        |  |  |                  |                            |                      |                    |                  |     |      |            |                             |            |                            |            |   |      |        |        |        |        |        |  |